# Abir Nakhli
Abir Nakhli (* 21. September 1981) ist eine ehemalige tunesische Leichtathletin, die sich auf den Mittelstreckenlauf spezialisiert hat. Aktuell ist sie Inhaberin des Landesrekordes im 800-Meter-Lauf und 2002 wurde sie in Tunis Vizeafrikameisterin über 1500 Meter.

## Sportliche Laufbahn
Erste internationale Erfahrungen sammelte Abir Nakhli vermutlich im Jahr 1997, als sie bei den Mittelmeerspielen in Bari in 2:06,41 min den siebten Platz im 800-Meter-Lauf belegte. Anschließend gewann sie bei den Panarabischen Spielen in Beirut in 2:07,45 min die Bronzemedaille hinter den Marokkanerinnen Hasna Benhassi und Samira Raïf. Im Jahr darauf siegte sie bei den Arabischen Meisterschaften in Damaskus in 2:10,8 min über 800 Meter sowie in 4:48,9 min auch im 1500-Meter-Lauf. Zudem gewann sie über 400 Meter in 57,2 s die Silbermedaille hinter der Ägypterin Karima Miskin Saad. 1999 gewann sie bei den Juniorenafrikameisterschaften in Tunis in 2:06,89 min die Goldmedaille über 800 Meter und sicherte sich mit der tunesischen 4-mal-400-Meter-Staffel in 3:42,66 min die Silbermedaille. Zudem belegte sie über 1500 Meter in 4:21,34 min den fünften Platz. Anschließend gewann sie bei den Panarabischen Spielen in Irbid in 2:07,37 min die Bronzemedaille über 800 Meter hinter der Algerierin Nahida Touhami und Saadia Saadi aus Marokko. 2001 belegte sie bei den Spielen der Frankophonie in Ottawa in 2:03,50 min den sechsten Platz über 800 Meter und gelangte mit 4:20,67 min auf den zehnten Platz über 1500 Meter. Anschließend gewann sie bei den Mittelmeerspielen in Tunis in 2:04,98 min die Bronzemedaille hinter der Marokkanerin Seltana Aït Hammou und Brigita Langerholc aus Slowenien und belegte über 1500 Meter in 4:24,89 min den neunten Platz. Zudem gelangte sie mit der Staffel mit 3:47,10 min auf Rang sechs. Daraufhin siegte sie bei den Arabischen Meisterschaften in Damaskus in 2:08,4 min und 4:24,89 min über beide Distanzen. Im Jahr darauf belegte sie bei den Afrikameisterschaften in Radès in 2:04,32 min den vierten Platz über 800 Meter und gewann über 1500 Meter in 4:19,02 min die Silbermedaille hinter der Kenianerin Jackline Maranga. Zudem sicherte sie sich im Staffelbewerb in 3:41,74 min gemeinsam mit Maha Chaouachi, Amel Tlili und Awatef Ben Hassine die Bronzemedaille hinter den Teams aus Nigeria und Algerien. Anschließend belegte sie bei den Militär-Weltmeisterschaften in Tivoli in 2:06,50 min den siebten Platz über 800 Meter und gelangte über 1500 Meter mit 4:!8,97 min auf Rang vier.
2003 schied sie bei den Hallenweltmeisterschaften in Birmingham mit 4:13,83 min in der Vorrunde über 1500 Meter aus und im Sommer schied sie bei den Freiluft-Weltmeisterschaften nahe Paris mit 2:04,43 min in der ersten Runde über 800 Meter aus. Im Jahr darauf gewann sie bei den Panarabischen Spielen in Algier in 2:34,95 min die Bronzemedaille über 800 Meter hinter der Algerierin Nahida Touhami und Amina Aït Hammou aus Marokko. 2006 beendete sie dann ihre aktive sportliche Karriere im Alter von 25 Jahren.
In den Jahren von 1995 bis 1997 sowie von 2000 bis 2004 wurde Nakhli tunesische Meisterin im 800-Meter-Lauf sowie von 1995 bis 1997 und von 2001 bis 2003 auch über 1500 Meter.

## Persönliche Bestleistungen
- 800 Meter: 2:00,70 min, 26. Juli 2002 in Namur (tunesischer Rekord)
  - 800 Meter (Halle): 2:05,35 min, 7. Februar 2003 in Eaubonne (tunesischer Rekord)
- 1000 Meter: 2:43,15 min, 7. Juni 2003 in Istanbul
- 1500 Meter: 4:14,18 min, 5. Juli 1999 in Bukarest (tunesischer U20-Rekord)
  - 1500 Meter (Halle): 4:13,83 min, 15. März 2003 in Birmingham (tunesischer Rekord)
- Meile: 4:41,98 min, 15. Juni 2003 in Lille (tunesischer Rekord)